# Blewbury
Blewbury – wieś i civil parish w Anglii, w hrabstwie Oxfordshire, w dystrykcie Vale of White Horse. Leży 21 km na południe od Oksfordu i 77 km na zachód od Londynu. W 2011 roku civil parish liczyła 1581 mieszkańców.